# Francisco de Solís Osorio
Francisco de Solís Osorio, (según Diego López de Cogolludo se llamó Francisco de Sales Osorio y según la enciclopedia Yucatán en el tiempo, el segundo apellido era Paz, en lugar de Osorio) fue un administrador real español, nombrado por el rey Felipe II gobernador de Puerto Rico de 1568 a 1574 y después gobernador de Yucatán en 1580.

## Datos históricos de la etapa en Yucatán
Aunque Francisco de Solís fue nombrado gobernador de Yucatán en 1580, no llegó a la península de Yucatán para asumir sus funciones sino hasta 1582. Sin embargo, al poco tiempo, en 1583, fue interrumpido su mandato por la presencia de un visitador de la Real Audiencia de México, Diego García de Palacios, que se presentó en la península para hacer las funciones de oidor pero que trajo instrucciones de asumir el mando político y administrativo de la provincia mientras duraba su encargo. García de Palacios llegó como oidor para revisar la gestión de Guillén de las Casas, antecesor de Solís Osorio, que había dejado a la provincia muy intranquila por el inadecuado tasamiento de tributos y por numerosos agravios que cometió. Después, en 1584, De Solís volvió a asumir el mando hasta el 25 de octubre de 1586, en que lo entregó a su sucesor, Antonio de Vozmediano.
A su llegada a la provincia, De Solís se encontró un ambiente de inestabilidad e inquietud en la población a causa de los excesos cometidos por su predecesor en el cargo, Guillén de las Casas, al punto que tuvo que iniciar de inmediato un juicio de residencia en contra de él y aun encarcelarlo en razón de una denuncia de Fernando de Bracamontes, un lugareño connotado, porque el gobernador saliente había deshonrado su casa. Las quejas contra De las Casas llegaron a la Real Audiencia de México y esta tuvo que nombrar un oidor especial para que se hiciera cargo de las investigaciones otorgándole en el nombramiento la facultad de hacerse cargo del gobierno. Recayó en Diego García de Palacios la función de visitador, de manera que al llegar este a Yucatán, Francisco de Solís le entregó el poder gubernamental marginándose del cargo que ejercía. No fue sino hasta fines de 1584, cuando García de Palacios fue llamado nuevamente por la Audiencia de México, que Francisco de Solís Osorio retomó el poder en Yucatán.
Durante la gestión del oidor, De Solís se dedicó a reducir a los poblados a los indígenas que se habían dispersado por las condiciones económicas de la península. Al volver a tomar el mando, la Audiencia de México le encargó seguir con la tarea y de concluir los censos de indígenas tributarios que se habían iniciado desde la administración anterior. Le tocó también revisar las cuentas de los años anteriores que correspondían a la gestión de Guillén de las Casas encontrando un faltante en la cuenta de los tributos confiscados al adelantado Francisco de Montejo ya que se habían dado pensiones a cuenta de tales tributos que ya correspondían a la caja real.
En esa época llegó a Yucatán la noticia de que los ingleses habían tomado Santo Domingo, lo que hizo que el gobernador redoblara la vigilancia en todo el litoral de la península e inclusive mando armar a los indígenas para que estos colaboraran en la defensa del territorio en caso de ser necesario. Esta medida le resultó contraproducente ya que después se enteró de una rebelión contra los españoles dirigida por Andrés Cocom de Sotuta, en el sur de la provincia. El gobernador reaccionó violentamente, dio con las cabecillas de la rebelión, los ejecutó sumariamente y puso sus cabezas en la picota pública para escarmiento de los indígenas. Después mandó decomisar todas las armas que se habían distribuido entre los mayas.
Francisco de Solís terminó su mandato el 25 de octubre de 1586, fecha en la que entregó el poder a su sucesor Antonio de Vozmediano. Decidió entonces avecindarse definitivamente en Mérida, en donde se casó en segundas nupcias con Ana de Montejo con quien procreó larga descendencia.